# Czarnówko (województwo pomorskie)
Czarnówko (kaszb. Czôrnòwkò) – wieś kaszubska w Polsce położona w województwie pomorskim, w powiecie lęborskim, w gminie Nowa Wieś Lęborska. Wieś jest siedzibą sołectwa Czarnówko, w którego skład wchodzi również miejscowość Kanin. Miejscowość położona jest w północnej części Kaszub, zwanej Nordą.
W latach 1975–1998 miejscowość administracyjnie należała do województwa słupskiego.
Przez Czarnówko przebiega droga rowerowa Leśnice – Dolne i Górne Chocielewko – Czarnówko – Nowa Wieś Lęborska. 
W Czarnówku zlokalizowane jest stanowisko archeologiczne kultury wielbarskiej, na którym sukcesywnie odkrywane są znaleziska z II i III wieku n.e. pochodzące z krain położonych w starożytności nad Morzem Śródziemnym, w tym ze starożytnego Rzymu.
W Czarnówku umiejscowione są dwa nadajniki nadające programy radiowe dla powiatu lęborskiego i okolic, tzw. Lębork *Czarnówko (h70) oraz *Czarnówko (h72)*.
Tu ma także siedzibę Zakład Zagospodarowania odpadów "Czysta Błękitna Kraina" zajmujący się: sortowaniem, kompostowaniem i składowaniem odpadów. Korzystają z niego: 
-gminy i miasta: Lębork, Łeba oraz Puck,
-gminy: Nowa Wieś Lęborska, Wicko, Cewice, Linia, Choczewo, Krokowa, Łęczyce, Władysławowo.